# Siratus
Siratus is een geslacht van weekdieren uit de klasse van de Gastropoda (slakken).

## Soorten
- Siratus aguayoi (Clench & Pérez Farfante, 1945)
- Siratus alabaster (Reeve, 1845)
- Siratus articulatus (Reeve, 1845)
- Siratus beauii (P. Fischer & Bernardi, 1857)
- Siratus bessei (Houart, 2000)
- Siratus cailleti (Petit de la Saussaye, 1856)
- Siratus carolynae (Vokes, 1990)
- Siratus caudacurtus (Houart, 1999)
- Siratus ciboney (Clench & Pérez Farfante, 1945)
- Siratus colellai (Houart, 1999)
- Siratus coltrorum (Vokes, 1990)
- Siratus consuela (A. H. Verrill, 1950)
- Siratus cracens Houart, 2014
- Siratus evelynae Houart, 2012
- Siratus formosus (G. B. Sowerby II, 1841)
- Siratus guionneti (Merle, Garrigues & Pointier, 2001)
- Siratus gundlachi (Dunker, 1883)
- Siratus hennequini (Houart, 2000)
- Siratus komiticus (Suter, 1917) †
- Siratus kugleri (Clench & Pérez Farfante, 1945)
- Siratus lamyi Merle & Garrigues, 2008
- Siratus michelae Houart & Colomb, 2012
- Siratus motacilla (Gmelin, 1791)
- Siratus perelegans (Vokes, 1965)
- Siratus pliciferoides (Kuroda, 1942)
- Siratus pointieri Merle & Garrigues, 2011
- Siratus senegalensis (Gmelin, 1791)
- Siratus springeri (Bullis, 1964)
- Siratus syngenes Finlay, 1930 †
- Siratus tenuivaricosus (Dautzenberg, 1927)
- Siratus thompsoni (Bullis, 1964)
- Siratus vokesorum (Garcia, 1999)